# Félix Nieto de Silva
Félix de los Reyes Nieto de Silva y Saa,  (Ciudad Rodrigo, 19 de julio de 1635-Orán, 11 de febrero de 1691) II marqués de Tenebrón, fue un noble y militar español, gobernador sucesivamente de Alcántara, Cádiz, Canarias, Sevilla y Orán, autor de una famosa Autobiografía.

## Biografía
Hijo de Félix Nieto de Silva y de su segunda esposa, Isabel Saa y Coloma, comenzó su carrera militar sirviendo en puestos de la frontera hispano-portuguesa durante la guerra de independencia de Portugal, inicialmente en Galicia y después en Extremadura, donde las tropas españolas de Gaspar Téllez-Girón y Sandoval, V duque de Osuna estaban enfrentadas contra las del teniente general Manuel Freire de Andrade. A pesar de su destacada participación en numerosas escaramuzas, el hecho de haber tomado parte en varios duelos frenó su ascenso en el ejército, manteniendo durante 17 años el grado de capitán de caballería.
En 1671 fue ascendido a maestre de campo, asignándosele el gobierno de Alcántara, en cuyo cargo se mantuvo cuatro años. De aquí marchó a gobernar la ciudad de Cádiz, donde permaneció otros cuatro.
Tras una corta estancia en Madrid, en 1680 fue designado capitán general de Canarias y presidente de su Real Audiencia, cargo que inicialmente se negó a aceptar por considerarlo un destierro y un retraso en su carrera;  la intermediación del duque de Medinaceli, Juan Francisco de la Cerda, y las órdenes de Carlos II le obligaron a ocupar el puesto en 1681. A diferencia de sus antecesores, que habitualmente no fueron bien vistos por las autoridades locales ni por la población en general, Nieto de Silva fue ampliamente respaldado y apreciado en las islas.
En 1685 dejó Canarias para ocupar la intendencia de Sevilla, y dos años después se le confirió la capitanía general y gobierno de Orán y Mazalquivir, en el norte de África, puesto que debió ocupar inmediatamente tras la muerte en combate de su predecesor Diego de Bracamonte. En mayo de 1690 Carlos II premió sus servicios con el marquesado de Tenebrón, instituido para él. Murió en el desempeño de su gobierno en 1691 como consecuencia de unas calenturas sincopales a los 56 años. 
Dejó escrita una Autobiografía, terminada en 1690 pero editada por vez primera en 1888 por Antonio Cánovas del Castillo.

## Familia
Contrajo matrimonio tres veces: 
- La primera en Madrid, el 30 de septiembre de 1660 con Jerónima de Cisneros y Moctezuma (f. 1673),[1] descendiente del rey Moctezuma, con quien tuvo dos hijos, Antonio, que le sucedió en sus títulos de nobleza, y Teresa.
- La segunda  en Torrejón el Rubio el 22 de enero de 1675 con su prima Beatriz Pizarro de Carvajal y Manrique (1618-Sevilla, 14 de enero de 1676), IV condesa de Torrejón,[1] sin descendencia.
- La tercera en Granada el 11 de junio de 1676 con Elvira Jofre de Loaysa Chumacero y Carrillo, III  condesa de Guaro, III marquesa de Villafiel, III condesa del Arco, y III vizcondesa de Alba de Tajo,[1] hija de Tomás Manuel Jofre de Loaysa y Mesía, II conde del Arco y de Juana Chumacero y Carrillo, hija de Juan Chumacero, presidente de Castilla y I conde Guaro.[2]

| Predecesor: ?                        | Gobernador de Cádiz 1675-1679                                  | Sucesor: Francisco de Idiáquez y Borja Aragón |
| Predecesor: Jerónimo de Velasco      | Capitán general de Canarias abril de 1681 - septiembre de 1685 | Sucesor: Francisco Bernardo Varona            |
| Predecesor: Luis de Salcedo y Arbizu | Asistente de Sevilla 1685 - 1687                               | Sucesor: Manuel de Arce y Astete              |
| Predecesor: Diego de Bracamonte      | Gobernador de Orán 1687 - 1691                                 | Sucesor: Jean-Louis d’Orléans                 |
| Predecesor: Nueva creación           | Marqués de Tenebrón 17 de mayo de 1690 - 11 de febrero de 1691 | Sucesor: Teresa Nieto de Silva y Moctezuma    |